# 南ネーデルラント
南ネーデルラント（みなみネーデルラント、仏: Pays-Bas du Sud）は、スペイン（1579年 - 1713年）、オーストリア（1713年 - 1794年）およびフランス（1794年 - 1815年）により支配された低地諸国の一部の地域を指す。時代によって、スペイン領ネーデルラント、オーストリア領ネーデルラントとも呼ばれる。この領域は、現在のベルギーのほとんど（リエージュ司教領を除く。ここは神聖ローマ帝国の一部であった）とルクセンブルク（現在のベルギーのリュクサンブール州、ドイツのラインラント＝プファルツ州の一部も含む）と、1678年までは北フランスの一部を含んでいた。

## 広義のネーデルラントでの意味
ネーデルラントは非常に裕福であったため、負債を抱えていたハプスブルク家にとって重要な土地であった。しかし、他のハプスブルク領と異なり、ネーデルラントは商人階級の地位が高い土地であった。ブリュッセルを起点とする帝国郵便が貿易網として商人へ利益をもたらしていた。この郵便事業は、ランニングコストではなくイニシャルコストの解決を目的として、早くから裾野広く民間の参入を許した。スペインはハプスブルク家の戦費を徴収するために重税を課そうと試みたし、それは昔からあるネーデルラントの特権を守るための口実ともなっていた。これは、宗教的に非寛容で頑固なカトリック教国のスペインの統治に対する抵抗とともに、1570年代のスペインに対するネーデルラントの反乱につながった。
ホラントとゼーラントに率いられた北部7州は、1581年にネーデルラント連邦共和国として独立を得ることができたが、南ネーデルラントはパルマ公アレッサンドロ・ファルネーゼの活躍でスペインにより再占領された。南ネーデルラントは18世紀初めに行われたスペイン継承戦争により、オーストリア・ハプスブルク家に継承された。
オーストリアの法律では、古くからある特権に基づいた各州の防衛というものが2世紀前のフェリペ2世の時と同様に、ヨーゼフ2世にとっても問題となった。これは1789年から1790年ごろにかけて大きな反乱を引き起こした。オーストリア領ネーデルラントは最終的にフランス革命戦争によって失われ、フランスに併合された。
続くナポレオン戦争の後、1815年のウィーン会議において、オーストリアのネーデルラントの喪失は確定された。ウィーン体制下でこの地はオラニエ＝ナッサウ家によって、北部ネーデルラントとともにネーデルラント連合王国へ統合された。南東のルクセンブルク大公国は同時にドイツ連邦にも属することになったが、これはオラニエ＝ナッサウ家がライン地方に持っていた所領を巡ってプロイセン王国との間で駆け引きが行われた結果であった。
1830年に、カトリックが優勢な南部はベルギー王国として独立した（北部はカルヴァン派が優勢であった）。1839年にルクセンブルクの北西の2/3の領域はベルギーに併合されてリュクサンブール州となった。ウィレム1世は残存地域からなるルクセンブルク大公国の自治を承認したが、その署名自体は1867年まで行われなかった。
オランダ（ネーデルラント）王は1890年までルクセンブルク大公であった。しかし、ウィレム3世の死後、ウィルヘルミナ女王がオランダの王位を継承した際に、サリカ法典に従うルクセンブルクは、女王による統治とその権利を認めなかった。そのため、オランダとルクセンブルクの同君連合は終わりを告げた。

## スペイン領南ネーデルラント

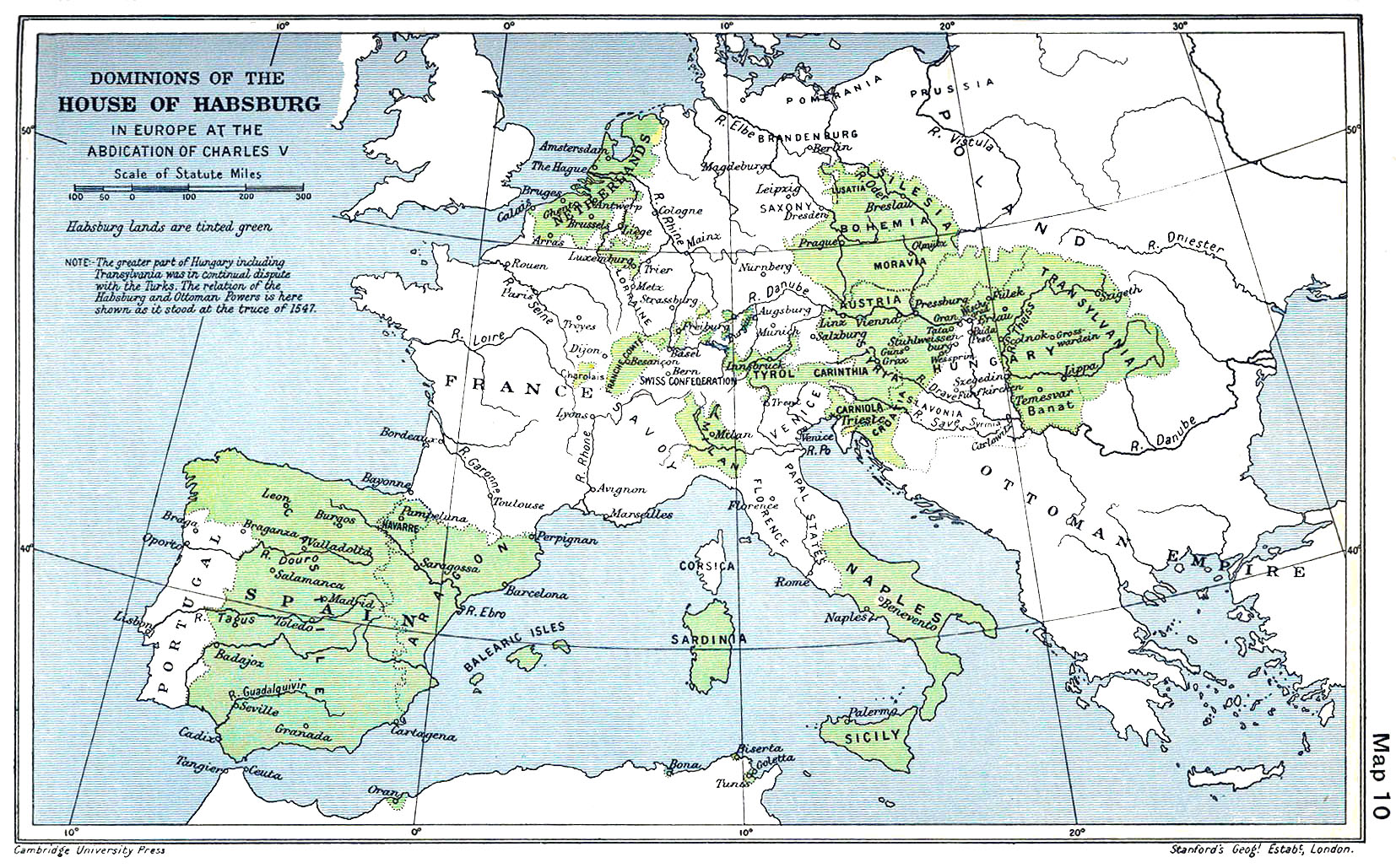
1547年のミュールベルクの戦いの後のハプスブルク家の支配領域（ケンブリッジ・モダン・ヒストリー・アトラス〈1912年〉に記載）。ハプスブルク家の領土は緑の影をつけてある。1556年より、ネーデルラントはこの領域に入った。ただし、東フランスと南イタリア、サルデーニャ、シチリアはスペイン・ハプスブルク家により維持されていた。

広義のスペイン領ネーデルラント（オランダ語: Spaanse Nederlanden, スペイン語: Países Bajos españoles）は、1482年以降ハプスブルク家の統治下にあった17州を指す。1556年以降はスペイン・ハプスブルク家の統治下に置かれた。北部諸州は八十年戦争（1568年 - 1648年）を経てハプスブルク家の統治から分離し、1581年の誓約の後、ネーデルランド連邦共和国として独立した。南部諸州はハプスブルク家の統治下に残り、狭義のスペイン領（南）ネーデルラントとなった。
スペイン領南ネーデルラントは、以下の領土より構成されていた。
- フランドル伯領
- アルトワ伯領
- トゥルネーの町
- カンブレー
  - （おおよその領域として、現在のフランスのノール県と、パ＝ド＝カレー県の北半分の領域）
- ルクセンブルク公国
- リンブルフ公国
- エノー伯領
- ナミュール伯領
- メヘレン領
- ブラバント公国
- ゲルデルン公国の上部1/4（Bovenkwartier） - 現在のオランダのリンブルフ州のフェンローやルールモント 近傍

首都はブラバントのブリュッセルであった。
17世紀の初め、ブリュッセルには豪華な宮殿が存在し、フェリペ3世の姉イザベラ大公妃と彼女の夫である皇帝マクシミリアン2世の子アルブレヒト大公の統治下にあった。大公の宮殿より有名となった画家の中でよく知られる人物としては、ピーテル・パウル・ルーベンスがいた。大公の統治下で、スペイン領ネーデルラントは事実上スペインから独立したような状況であったが、それは非公式の状態にとどまり、スペインの勢力範囲の中にあった。1621年のアルブレヒトの死後、子供のいないイザベラが1633年に死亡するまで統治した後、この地はスペインの支配下に戻った。
「異教」の北ネーデルラントを再度獲得しようと試みる戦争の失敗は、北の（そのときはまだカトリックの）領土を大きく損失することを意味していた。1648年のヴェストファーレン条約の締結で、それほど重要でない国境地帯を北部のネーデルラント連邦共和国に割譲した。この領域は連邦直轄地となり、州としては認められなかった。これはゼーウス・フランデレン（Zeeuws-Vlaanderen、スヘルデ川の南）、現在のオランダの北ブラバント州とマーストリヒト（現在のオランダのリンブルフ州）を含んでいた。
17世紀のフランスとスペインの戦争で、スペイン領ネーデルラントの領域が再度切り取られた。フランスは1659年のピレネー条約により、アルトワとカンブレーを併合し、ダンケルクはイギリスに譲渡された。1668年のネーデルラント継承戦争の終戦協定であるアーヘンの和約により、現在のフランス・ベルギーの国境までの領域が譲渡された。後のオランダ侵略戦争により、フランスは残りの領域を併合した。

## オーストリア領ネーデルラント
1714年のラシュタット条約により、スペイン継承戦争が始まるまでスペイン領ネーデルラントとして残っていた地域はオーストリアへ引き継がれた。これはオーストリア領ネーデルラントとして知られる。しかし、オーストリアはこの地にそれほど関心を持っていなかった。一時期、オステンド会社（Ostendische Kompanie）に対するイギリス・オランダ間の交易の競争のため、皇帝カール6世が短期間住もうとした以外は関心が持たれなかった。国境に沿った要塞には、条約によりネーデルラントの軍による守備隊が置かれた。フランスによる潜在的な支配を恐れたイギリスとオランダ共和国の主張により、広い領土がオーストリアに与えられた。
18世紀後半を通じて、ハプスブルク家の統治者にとって一番の外交政策の目標は、オーストリア領ネーデルラントをバイエルン選帝侯領と交換することであり、それは南ドイツをハプスブルク家の領土にまとめ上げるものであった。バイエルン継承戦争（1778年 - 1779年）の結果、その目論見は果たされずに終わった。オーストリア領ネーデルラントは1788年、ヨーゼフ2世の中央集権化政策に対して反乱を起こし、1790年にベルギー合衆国が建国された。オーストリア陸軍は、ヨーゼフ2世の弟レオポルト2世により、同年の終わりまでに領土を回復した。

## フランスの占領
1789年のフランス革命の後、全ての地域（ハプスブルク家の支配下になかったリエージュ司教領も含む）はフランス革命軍に蹂躙され、ハプスブルク領ネーデルラントは存続を終えた。これはカトリックの聖職者によってフラミンガント運動（Flamingant）のような抵抗運動を引き起こした。フランスの一部となった領域は以下の通りである。
- ドュ・ネセス （Deux-Nèthes）
- ディール （Dyle）
- エスコー （Escaut）
- フォレ （Forêts）
- ジュマップ （Jemmape）
- リス （Lys）
- ムーズ＝アンフェリウール （Meuse-Inférieure）
- ウルト （Ourte）
- サンブル＝エ＝ムーズ （Sambre-et-Meuse）

1797年、オーストリアはカンポ・フォルミオ条約により領土の損失を認めた。ナポレオン・ボナパルトが1815年に敗北した後、この領域はネーデルラント連合王国に与えられた。しかし、1830年のベルギー独立革命によって分離し、独立国家ベルギーとなった。